# Centromerus timidus
Centromerus timidus är en spindelart som först beskrevs av Simon 1884.  Centromerus timidus ingår i släktet Centromerus och familjen täckvävarspindlar. Inga underarter finns listade i Catalogue of Life.